# Perspective 66
Albums de Eddy Mitchell
Du rock 'n' roll au rhythm 'n' blues
(1965) Seul
(1966)
Singles
1. J'avoue
Sortie : octobre 1965
2. Et tu pleureras
Sortie : décembre 1965

Perspective 66 est le sixième album studio d'Eddy Mitchell, il sort en novembre 1965. 

## Histoire
L'album Perspective 66 est enregistré à Londres avec le London All Star.
C'est la toute première fois qu'un album d'Eddy Mitchell est majoritairement composé de créations originales, neuf pour trois titres anglo-saxons, adaptés d'une chanson du chanteur Américain Gene Pitney et des groupes Anglais The Beatles et The Rolling Stones, ce qui constitue une autre première. 
Rien qu'un seul mot, adaptation française du grand succès (I Can't Get No) Satisfaction, est l'unique incursion de Mitchell dans le répertoire des Stones. Signalons que le riff, joué par le guitariste Jimmy Page (il joue sur l'ensemble des titres du 33 tours), est finalement repris de la chanson S'il n'en reste qu'un et conclut l'album. Sur le même titre, Eddy Mitchell, donne libre court à son humour caustique et brocarde tour à tour quelques « perles » chanté par ses collègues Adamo, Hervé Vilard et Christophe :  « Un barbu sans barbe » pour le premier, « À Capri, c'est fini » pour le second et « Je me suis assis auprès de son âme » pour le dernier  :
« Certains veulent s'assoir auprès de leurs âmes
 Dans l'espoir d'y trouver un barbu sans barbe
Qui leur dit mes amis à Capri c'est fini [...] »
(texte Claude Moine, extrait)

## Liste des titres
| No  | Titre                                                            | Paroles                     | Musique                    | Durée |
| --- | ---------------------------------------------------------------- | --------------------------- | -------------------------- | ----- |
| 1.  | Et tu pleureras                                                  | Claude Moine                | Mort Shuman                | 2:55  |
| 2.  | Elle détruit les garçons                                         | Ralph Bernet                | Guy Magenta                | 2:30  |
| 3.  | Tu ferais mieux de l'oublier (You've Got to Hide Your Love Away) | Pierre Delanoé (adaptation) | Lennon/McCartney           | 2:15  |
| 4.  | Je lui raconte ma vie                                            | Claude Moine                | Jean Bouchéty              | 2:34  |
| 5.  | Aux yeux de ton amour (Lookin' Thru The Eyes Of Love)            | Georges Aber (adaptation)   | Barry Mann, Cynthia Weil   | 3:08  |
| 6.  | To be or not to be                                               | Claude Moine                | Jean-Pierre Bourtayre      | 1:58  |
| 7.  | Je n'ai qu'un cœur (I've Got A Heart)                            | Claude Moine (adaptation)   | Gordon Mills               | 2:49  |
| 8.  | Rien qu'un seul mot ((I Can't Get No) Satisfaction)              | Claude Moine (adaptation)   | Mick Jagger, Keith Richard | 3:27  |
| 9.  | Serrer les dents                                                 | Ralph Bernet                | Guy Magenta                | 2:49  |
| 10. | Tu es le seul                                                    | Claude Moine                | Jean-Pierre Bourtayre      | 2:53  |
| 11. | Revoir encore                                                    | Ralph Bernet                | Mort Shuman                | 2:20  |
| 12. | Et s'il n'en reste qu'un                                         | Claude Moine                | Jean-Pierre Bourtayre      | 3:10  |

### Titre bonus (réédition CD)
Ce titre est sorti en super 45 tours à l'époque,.
| No  | Titre            | Paroles                                | Musique  | Durée |
| --- | ---------------- | -------------------------------------- | -------- | ----- |
| 13. | J'avoue (Untrue) | Claude Moine, Jean Renard (adaptation) | G. Wills | 2'38  |

## Crédits
- Chant : Eddy Mitchell
- Musiciens : London All Star
- Production : Jean Fernandez
- Arrangements : Jean Bouchéty
- Ingénieur du son : Bob Auger
- Photographie : Patrick Bertrand